# 北海道道1177号函館空港インター線
北海道道1177号函館空港インター線（ほっかいどうどう1177ごう はこだてくうこうインターせん）は、北海道函館市内を結ぶ一般道道（北海道道）である。

## 概要

### 路線データ
- 起点 : 北海道函館市高松町（北海道道63号函館空港線交点）
- 終点 : 北海道函館市上湯川町（函館新外環状道路 函館空港IC）
- 路線延長 : 1.153 km[1]

## 歴史
- 2010年（平成22年）1月15日 - 函館空港インター線（仮称）として路線認定[2]。
- 2015年（平成27年）4月10日 - 路線名を函館空港インター線に変更[3]。
- 2021年（令和3年）3月28日 - 函館新外環状道路 赤川IC - 函館空港IC間開通とともに供用開始。

## 地理

### 通過する自治体
- 渡島総合振興局
  - 函館市

### 交差する道路
函館市
- 北海道道63号函館空港線 - 高松町（起点）
- 函館新外環状道路函館空港IC - 上湯川町（終点）